# Dunaburgo
Dunaburgo (em letão: Daugavpils; russo Даугавпилс; alemão Dünaburg, polaco Dyneburg) é uma cidade independente da Letónia localizada na região de Lategália. É a segunda maior cidade da Letónia.

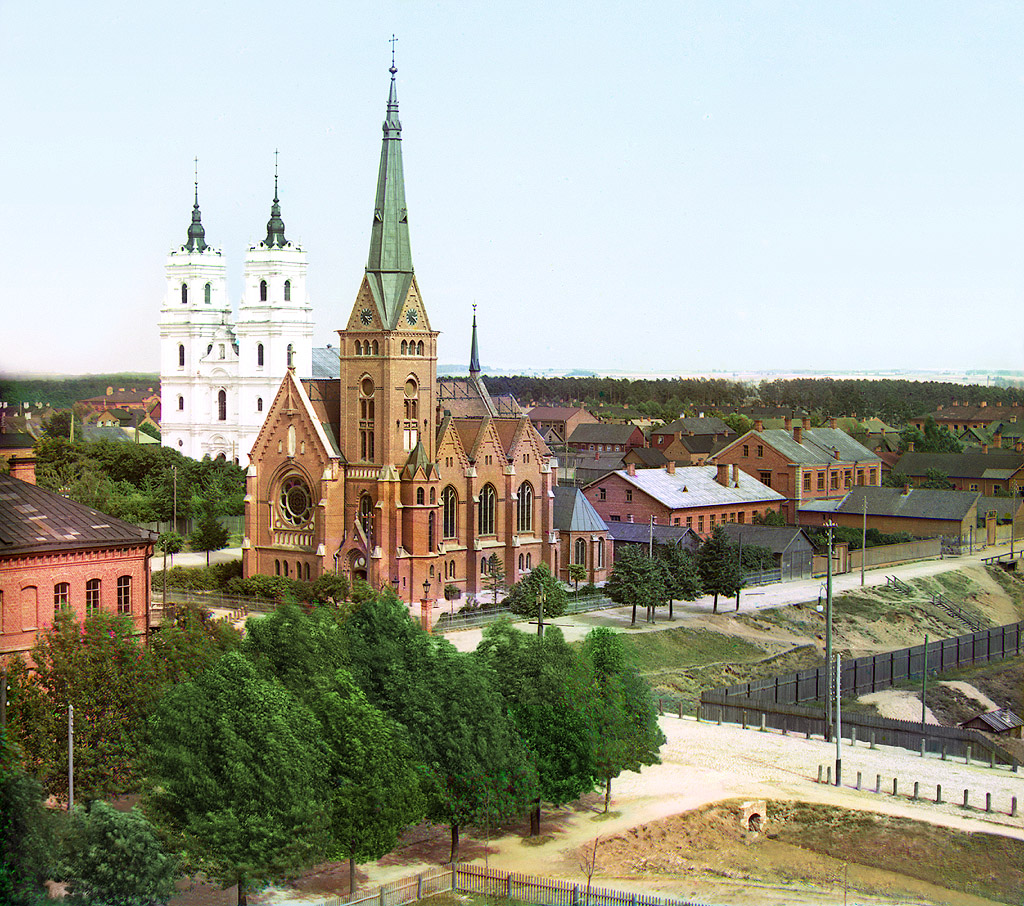
Vista de Dunaburgo em 1912

## Localização
Dunaburgo está situada aproximadamente 230 km a sudeste de Riga, às margens do rio Daugava (Duína Ocidental).
A cidade tem uma posição geográfica favorável a 33 km da fronteira com a Bielorrússia, 25 km da fronteira com a Lituânia e 120 km da fronteira com a Rússia. 

## Demografia
Composição da população:
- Russos: 53.96%
- Letões: 17.3%
- Polacos: 14.9%
- Bielorrussos: 8.22%
- Ucranianos: 2.23%
- Lituanos: 0.96%
- Judeus: 0.45%
- Estonianos: 0.03%
- Outros: 1.96%

O Letão tem sido a língua oficial nas escolas e órgãos do governo deste 1991, isto tem causado tensão com a maioria de língua russa que tem exigido que o russo seja restaurado como língua oficial ao lado do letão. Os grande número de residentes russos que chegaram à Letônia após a anexação de 1940 pelos soviéticos não são considerados cidadãos automaticamente, e estes residentes e seus descendentes devem submeter-se a testes de cidadania.

## História
A história de Dunaburgo começou em 1275 quando um castelo de pedra, Dinaburgo, foi construído pela Ordem Livoniana. Durante toda a história de Dunaburgo a cidade fez parte de diferentes impérios e seu nome foi mudado diversas vezes: Dinaburg entre o século XIII e o século XVI sob a Livônia, Borisoglebsk entre 1656 e 1667 e Dvinsk entre 1893 e 1920 sob o Império Russo e, finalmente, Daugavpils a partir de 1920, após a Letónia ter declarado sua independência em 1918.
Dunaburgo tem diversos nomes históricos em várias línguas (que ainda hoje são usados):  
- Borisoglebsk, Борисоглебск (russo) (1656 a 1667).
- Dźvinsk, Дзьвінск (bielorrusso)
- Dvinsk, Двинcк (russo)
- Dünaburg (alemão)
- Dźwinów, Dźwińsk, Dyneburg (polaco)
- Denenburg, דענענבורג (iídiche)
- Dunaburgo (português)

Foi o local da batalha de Dunaburgo de 1919 a 1920. 
Durante a guerra Fria abrigou a base aérea de Lociki, 12 km a nordeste da cidade.

## Moradores Notáveis
Uma das pessoas mais famosas nascidas Dunaburgo é o pintor expressionista abstrato Mark Rothko. 
No início do século XX, Dunaburgo abrigou simultaneamente dois proeminentes rabinos: Meir Simcha de Dvinsk e Yosef Rozen (o Rogachover Gaon).
- Grzegorz Fitelberg
- Solomon Mikhoels
- Władysław Raginis
- Mark Rothko
- Yosef Rozen, o Rogachover Gaon
- Uljana Semjonova
- Meir Simcha de Dvinsk
- Vitas